# Amtsgericht Bad Gandersheim

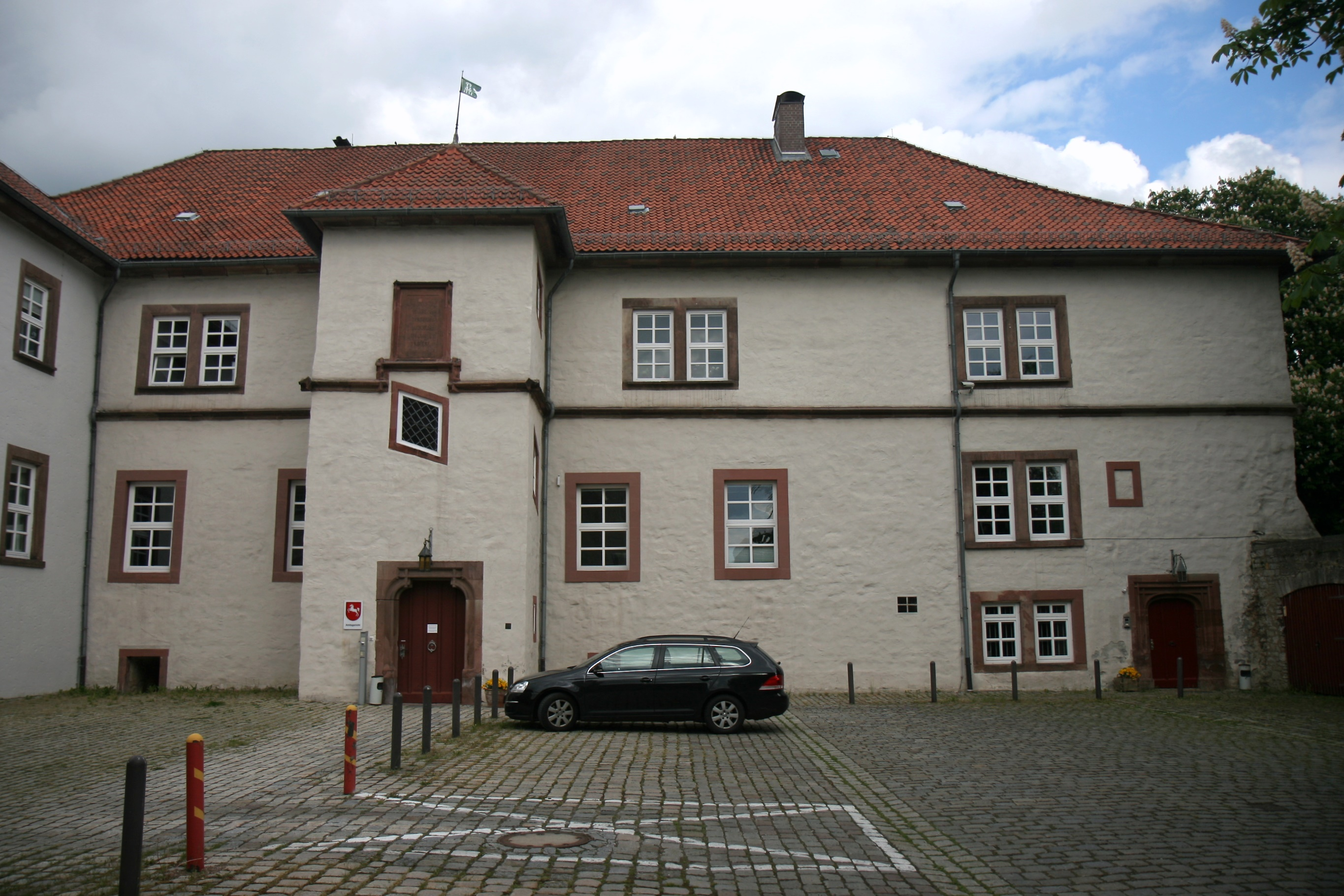
Gerichtsgebäude

Das Amtsgericht Bad Gandersheim (bis 1932: Amtsgericht Gandersheim) ist eines von neun Amtsgerichten im Landgerichtsbezirk Braunschweig. Es hat seinen Sitz in Bad Gandersheim und ist das kleinste Amtsgericht in Niedersachsen.

## Sprengel und Instanzenzug
Das Amtsgericht Bad Gandersheim ist seit dem 1. Januar 2013 nur noch für die Stadt Bad Gandersheim zuständig und hat somit rund 10.000 Gerichtseingesessene. Mit der Eingemeindung der zuvor ebenfalls zur Zuständigkeit des Amtsgerichts Bad Gandersheim gehörenden Gemeinde Kreiensen in die Stadt Einbeck hat das Amtsgericht Einbeck die Zuständigkeit für das Gebiet der ehemaligen Gemeinde Kreiensen übernommen. Damit wechselte dieses Gebiet auch vom Landgerichtsbezirk Braunschweig in den Landgerichtsbezirk Göttingen.
Übergeordnetes Gericht ist das Landgericht Braunschweig. Zuständiges Oberlandesgericht ist das Oberlandesgericht Braunschweig.

## Geschichte

### Von der Märzrevolution bis zu den Reichsjustizgesetzen
Im Herzogtum Braunschweig waren die Ämter gleichzeitig Verwaltungsbehörde als auch Eingangsgericht. In Gandersheim bestand das Amt Gandersheim. Im Rahmen der Märzrevolution wurde 1848 auch die Trennung der Rechtsprechung von der Verwaltung gefordert. Diese wurde mit dem Gesetz, die Gerichtsverfassung betreffend vom 21. August 1849 umgesetzt. Die Kreise waren nun reine Verwaltungsorgane, die Gerichtsfunktion wurde zum 1. Juli 1850 speziellen Gerichten übertragen. An der Spitze stand das Obergericht Braunschweig, darunter bestand ein Kreisgericht in jedem Kreis und die Eingangsgerichte wurden als Stadt- bzw. Amtsgericht bezeichnet. Für den Landkreis Gandersheim entstand so das Kreisgericht Gandersheim und darunter das Amtsgericht Gandersheim als eines von 22 Amtsgerichten des Herzogtums. Der Sprengel des Amtsgerichts umfasste 1863 eine Stadt, einen Flecken und 31 Dörfer mit 12.428 Einwohnern.

### Ab 1879
Im Rahmen der Reichsjustizgesetze wurden reichsweit einheitlich Oberlandes-, Land- und Amtsgerichte gebildet. Im Herzogtum Braunschweig entstand so das Oberlandesgericht Braunschweig und die Landgerichte Braunschweig und Holzminden. Das Amtsgericht Gandersheim blieb bestehen und war nun eines der acht Amtsgerichte, die dem Landgericht Holzminden zugeordnet waren. Am Gericht bestanden 1880 zwei Richterstellen. Das Amtsgericht war damit ein größeres Amtsgericht im Landgerichtsbezirk. Es wurden 12.226 Gerichteingesessene gezählt.
Das Landgericht Braunschweig wurde 1890 mit dem Landgericht Holzminden vereinigt, das sich wegen seiner schwachen Auslastung als unwirtschaftlich erwies. Damit wurde das Landgericht Braunschweig das einzige Landgericht im Oberlandesgerichtsbezirk Braunschweig, es war in dieser Zeit für 24 Amtsgerichte, darunter dem Amtsgericht Gandersheim, zuständig.
1932 wurde Gandersheim in Bad Gandersheim umbenannt, der Name des Gerichtes änderte sich entsprechend.
2017 schloss das Amtsgericht Bad Gandersheim eine Kooperation mit dem 15 km entfernten Amtsgericht Seesen, um personelle und räumliche Kapazitäten der beiden sehr kleinen Amtsgerichte effizienter einzusetzen.

## Gerichtsgebäude
Untergebracht ist das Amtsgericht seit 1859 im Palas der früheren Burg Gandersheim, die die Braunschweiger Herzöge im 13. Jahrhundert errichteten.